# Луи-Жозеф д’Альбер
Луи-Жозеф д’Альбер де Люин (фр. Louis-Joseph d'Albert de Luynes; 1 апреля 1672 — 8 ноября 1758, Париж), князь де Гримберген и Священной Римской империи — баварский военачальник и дипломат.

## Биография
Сын Луи-Шарля д’Альбера, герцога де Люина, и Анн де Роган-Гемене.
Граф фон Вертинген и Хохенрайхен, министр, имперский государственный советник, камергер и обер-шталмейстер курфюрста Баварского, называемый графом д’Альбером. Купил у своего шурина князя Альфонс-Доминик-Франсуа де Берга графство Гримберген.
В 1690 году во главе роты Королевского Иностранного кавалерийского полка отличился в битве при Флёрюсе, где был опасно ранен. В 1692 году получил драгунский полк дофина, участвовал в осаде Намюра и битве при Стенкерке. В 1695-м был направлен королем в осажденный противником Намюр. Несколько дней оставался переодетым во вражеском лагере, затем на виду у неприятеля вплавь пересек Маас и проник в город. Был ранен при обороне форта Ле-Кокле.
Перешел на баварскую службу, получил чины генерал-лейтенанта, затем генерала пехоты, а также был полковником пехотного лейб-гвардейского полка. В 1714 году был направлен чрезвычайным послом в Мадрид, где король Филипп V допустил его в свою Палату. В 1715 году курфюрст Баварский назначил Альбера своим обер-шталмейстером, а его брат архиепископ Кельнский сделал великим бальи Льежа, где Луи-Жозеф обосновался 2 апреля 1715.
В 1742 году граф д'Альбер, назначенный чрезвычайным послом императора Карла VII Альбрехта в Париже, получил титул князя Гримбергена, а 4 ноября 1743 стал императорским генерал-фельдмаршалом.
Оставил несколько произведений, в их числе «Тимандр, наставляемый своим гением» и «Сон Алкивиада», изданный в 1749 году в Лондоне, как французский перевод греческого сочинения Джованни Пико делла Мирандолы.

## Семья
Жена (17.03.1715): Мадлен Мари Онорина де Глим (7.12.1680—3.11.1744), графиня де Гримберген, дочь князя Филиппа-Франсуа де Берга и Жаклин де Лален
Дети:
- два сына
- Тереза-Пелажи д'Альбер де Гримберген (1719—5.07.1736). Муж (22.01.1735, с папского разрешения): Мари-Шарль-Луи д’Альбер (1717—1771), герцог де Шеврёз